# Alice Braga
Pour les articles homonymes, voir Braga (homonymie).
Alice Braga est une actrice et productrice brésilienne, née le 15 avril 1983 à São Paulo.
Elle se fait connaître, dans un premier temps, par le cinéma brésilien avec des longs métrages tels que La Cité de Dieu et Bahia, ville basse, qui lui vaut plusieurs prix d'interprétation, puis elle se tourne peu à peu vers le cinéma hollywoodien, en commençant par Je suis une légende. Elle est depuis devenue un visage familier du cinéma américain, apparaissant dans des productions comme Blindness, Redbelt, Droit de passage, Predators, Le Rite, Sur la route ou encore Elysium.
De 2016 à 2021, elle est incarne le personnage principal de la série télévisée Reine du Sud.

## Biographie

### Jeunesse
Alice Braga Moraes est la fille de Ana Maria Braga et Ninho Moraes. L'actrice Sônia Braga, nommée trois fois aux Golden Globes, est sa tante. Elle est la cousine du mannequin Daniela Braga. Outre le portugais, sa langue maternelle, elle parle anglais et espagnol.
Elle n'a que huit ans lorsqu'elle joue dans une publicité de yogourt, le réalisateur étant un ami de sa mère.

## Carrière

### Débuts et révélation
En 2002, elle se fait connaître mondialement grâce à son rôle dans le drame d'action La Cité de Dieu de Fernando Meirelles et Kátia Lund, adapté du roman du même nom écrit par l'auteur brésilien Paulo Lins en 1997.

Elle confirme cette percée grâce à Bahia, ville basse, un drame élu meilleur film lors des Grande Prêmio do Cinema Brasileiro, qui lui vaut plusieurs citations et récompenses dont le titre de meilleure actrice lors du Festival international du film de Rio de Janeiro et un Prêmio Contigo.  

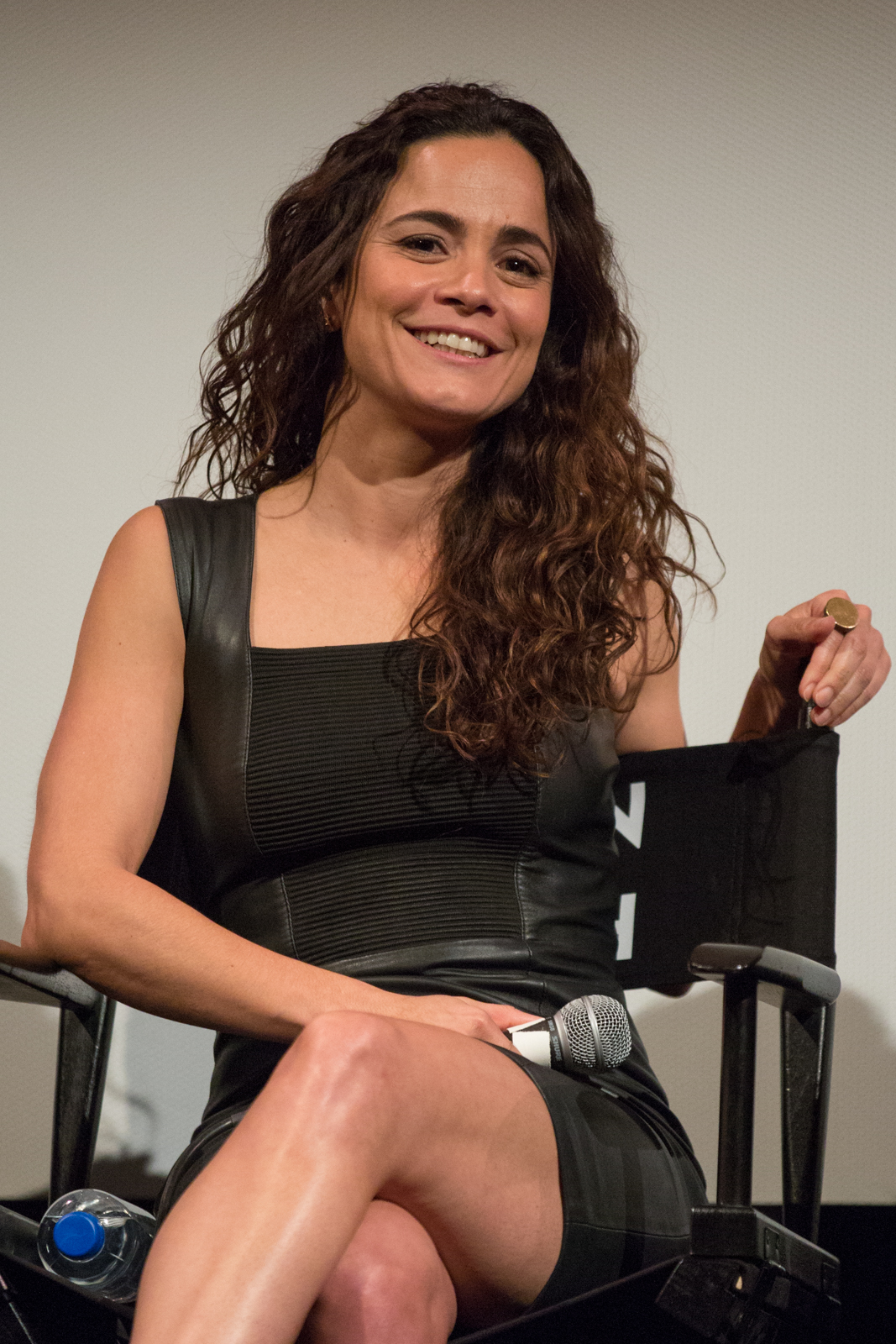
Alice Braga en 2016.

Elle connait ensuite un succès d'envergure en donnant la réplique à Will Smith pour le blockbuster Je suis une légende, qui amassera près de 600 millions de dollars de recettes dans le monde, en 2007,.
C'est ainsi qu'elle enchaîne les productions hollywoodiennes, l'année suivante : d'abord le drame sportif Redbelt de David Mamet, dans lequel elle partage la vedette aux côtés de Chiwetel Ejiofor, Tim Allen et Emily Mortimer, puis elle seconde Julianne Moore et Mark Ruffalo dans le drame de science-fiction Blindness. En 2009, elle renoue avec une production brésilienne pour le rôle-titre du drame Cabeça a Prêmio, tout en participant au thriller Droit de passage porté par Harrison Ford, une production sur fond d'immigration clandestine.
En 2010, elle est le premier rôle féminin du film d'action Repo Men porté par le tandem Jude Law et Forest Whitaker, mais elle incarne surtout l'héroïne de la grosse production Predators, troisième volet de la saga Predator, qui fait suite à Predator de John McTiernan (1987) et Predator 2 de Stephen Hopkins (1990).
Dès lors, l'actrice alterne entre productions américaines et brésiliennes. C'est ainsi qu'elle donne la réplique à Anthony Hopkins dans Le Rite, qu'elle participe à la romance Sur la route qui est présentée au Festival de Cannes 2012, tout en acceptant de jouer les seconds rôles notamment dans Os Amigos, drame indépendant qui lui vaut une énième citation lors de la cérémonie des Cinema Brazil Grand Prize et en rejoignant le film de science-fiction Elysium dont Matt Damon est la vedette.
En 2014, elle renoue avec le drame en portant le film Latitudes, s'essaie à la comédie potache pour Kill Me Three Times et séduit la critique avec le drame historique Muitos Homens Num. La même année, elle est aussi l'héroïne du western dramatique Ardor aux côtés de Gael García Bernal.

### Reine du Sudet cinéma
En 2016, elle accepte, pour la première fois, d'intégrer la distribution principale d'une série télévisée pour Reine du Sud, une création de Joshua John Miller qui est élue meilleure série télévisée dramatique lors des Imagen Awards et qui lui vaut sa première citation en tant que meilleure actrice de télévision.
Elle ne délaisse pas pour autant le grand écran et tourne aux côtés de Woody Harrelson et Liam Hemsworth pour le drame The Duel, elle rejoint la large distribution du film fantastique Le Chemin du pardon et remplace Rosario Dawson dans le rôle du Dr Cecilia Reyes pour le spin-off attendu d'X-men, Les Nouveaux Mutants.

## Vie privée
En janvier 2020, Alice a rendu publique sa relation avec l'actrice brésilienne Bianca Comparato, dont elle partage la vie depuis trois ans. Elles vivent une relation à distance.

## Filmographie
Sauf indication contraire, les informations mentionnées dans cette section peuvent être confirmées par la base de données cinématographiques IMDb,  présente dans la section « Liens externes ».

### Cinéma
- 1998 : Trampolim de Fiapo Barth : Claudia
- 2002 : La Cité de Dieu de Kátia Lund et Fernando Meirelles : Angélica
- 2005 : Bahia, ville basse (Cidade baixa) de Sérgio Machado : Karinna
- 2006 : Solo dios sabe de Carlos Bolado : Dolores
- 2006 : Journey to the end of the night de Eric Eason : Monique
- 2006 : O Cheiro do Ralo de Heitor Dhalia : La seconde serveuse
- 2007 : La Voie lactée (A Via lactea) de Lina Chamie : Júlia
- 2007 : Je suis une légende (I am Legend) de Francis Lawrence : Anna
- 2008 : Blindness de Fernando Meirelles : La fille aux lunettes noires
- 2008 : Redbelt de David Mamet : Sondra Terry
- 2009 : Cabeça a Prêmio de Marco Ricca : Elaine
- 2009 : Droit de passage (Crossing over) de Wayne Kramer : Mireya Sanchez
- 2010 : Repo Men de Miguel Sapochnik : Beth
- 2010 : Predators de Nimród Antal : Isabelle
- 2011 : Le Rite (The Rite) de Mikael Håfström : Angeline
- 2012 : Sur la route (On the Road) de Walter Salles : Terry
- 2013 : Elysium de Neill Blomkamp : Frey
- 2013 : Os Amigos de Lina Chamie : Julia
- 2014 : Kill Me Three Times de Kriv Stenders : Alice
- 2014 : Latitudes de Felipe Braga : Olivia (également productrice)
- 2014 : Muitos Homens Num So de Mini Kerti : Eva
- 2014 : Ardor de Pablo Fendrick : Vania
- 2015 : By Way of Helena de Kieran Darcy-Smith : Marisol
- 2016 : The Duel de Kieran Darcy-Smith : Marisol
- 2016 : Entre Idas e Vindas de José Eduardo Belmonte : Sandra
- 2017 : Le Chemin du pardon (The Shack) de Stuart Hazeldine : Sophia
- 2020 : Les Nouveaux Mutants (New Mutants) de Josh Boone : Dr. Cecilia Reyes
- 2021 : The Suicide Squad de James Gunn : Sol Soria
- 2023 : Hypnotic de Robert Rodriguez : Diana Cruz

### Télévision
- 2005 : Carandiru, Outras Historias : Vania (1 épisode)
- 2012 : As Brasileiras : Mirtes (1 épisode)
- 2016-2021 : Reine du Sud : Teresa Mendoza (rôle principal)
- 2020 : We Are Who We Are (WRWWR) de Luca Guadagnino : Maggie Teixeira
- 2023 : A Murder at the End of the World : Sian
- 2024 : Dark Matter : Amanda

### Productrice
- 2014 : Neymar Jr's Life Outside the Fields (série documentaire)
- 2016 : Dentro (série télévisée)
- 2017 : Principal Dancer (documentaire)
- 2018 : Samantha! (série télévisée)
- 2019 : Sintonia (série télévisée)

### Réalisatrice
- 2014 : Neymar Jr's Life Outside the Fields (série documentaire)

## Distinctions
Sauf indication contraire ou complémentaire, les informations mentionnées dans cette section proviennent de la base de données IMDb.

### Récompenses
- Festival international du film de Rio de Janeiro 2005 : meilleure actrice dans Bahia, ville basse
- ACIE Awards 2006 : meilleure actrice dans Bahia, ville basse
- Prêmio Contigo 2006 : meilleure actrice dans Bahia, ville basse
- SESC Film Festival 2006 : 
  - Critics Award de la meilleure actrice dans Bahia, ville basse
  - Audience Award de la meilleure actrice dans Bahia, ville basse
- Sao Paulo Association of Art Critics Awards 2006 : meilleure actrice dans Bahia, ville basse
- Verona Love Screens Film Festival 2006 : meilleure actrice dans Bahia, ville basse
- Cinema Brazil Grand Prize 2007 : meilleure actrice dans Bahia, ville basse
- SESC Film Festival 2007 : meilleure actrice dans La Voie lactée
- Recife Cine PE Audiovisual Festival 2014 : meilleure actrice dans Muitos Homens Num So

### Nominations
- Cinema Brazil Grand Prize 2003 : meilleure actrice dans un second rôle pour Cidade de Deus
- Black Reel Awards 2008 : meilleure actrice dans un second rôle pour Blindness
- Cinema Brazil Grand Prize 2008 : meilleure actrice dans un second rôle pour O Cheiro do Ralo
- Cinema Brazil Grand Prize 2009 : meilleure actrice dans un second rôle pour Blindness
- Cinema Brazil Grand Prize 2011 : meilleure actrice pour Cabeca a Premio
- Cinema Brazil Grand Prize 2015 : meilleure actrice dans un second rôle pour Os Amigos
- Cinema Brazil Grand Prize 2016 : meilleure actrice pour Muitos Homens Num So
- Cinema Brazil Grand Prize 2017 : meilleure actrice dans un second rôle pour Entre Idas e Vindas
- Imagen Awards 2017 : meilleure actrice de série télé pour Reine du Sud